# Marinko Matosevic
Marinko Matosevic (* 8. August 1985 in Jajce, Bosnien und Herzegowina) ist ein ehemaliger australischer Tennisspieler.

## Leben und Karriere

### Bis 2009: Erste Erfolge auf Future- und Challenger-Turnieren
Marinko Matosevic wanderte als Kind mit seinen Eltern nach Australien aus und trainiert seit 1998 in der Melbourner Tennis-Akademie.
2003 trat er erstmals bei australischen Future-Turnieren an, es dauerte jedoch bis November 2004, bis er sein erstes Hauptrundenmatch gewinnen konnte und somit zum ersten Mal in der Tennisweltrangliste geführt wurde. Im September 2007 erreichte Matosevic in Indonesien zum ersten Mal ein Future-Finale, und im Mai 2008 konnte er in Mexiko bei zwei aufeinander folgenden Future-Turnieren seine ersten beiden Titel gewinnen. Dadurch stieg er erstmals in die Top 500 der Weltrangliste ein und konnte sich aufgrund weiterer Erfolge auf Future-Ebene (zwei weitere Titel sowie zwei Finals) bis zum Jahresende bis auf Rang 294 vorarbeiten.
Anfang 2009 versuchte Marinko Matosevic bei den Australian Open erstmals, sich für ein Grand-Slam-Turnier zu qualifizieren, er schied jedoch in der ersten Runde gegen Giovanni Lapentti aus. Im Februar 2009 gewann er einen weiteren Future-Titel und konnte in der folgenden Woche in seiner Heimatstadt Melbourne erstmals das Finale eines Challenger-Turniers erreichen. Dieses verlor er jedoch gegen den damals 16-Jährigen Bernard Tomic. Von nun an spielte er hauptsächlich Challenger-Turniere und konnte im weiteren Jahresverlauf drei weitere Halbfinals erreichen. Für ATP- oder Grand-Slam-Turniere konnte er sich in diesem Jahr noch nicht qualifizieren, dennoch verbesserte er sich in der Weltrangliste um über 100 Platzierungen, und stand zwischenzeitlich auf seinem bis dahin besten Rang 159.

### 2010–2011: Grand-Slam-Debüt und Challenger-Titel
Im Januar 2010 gelang Marinko Matosevic in Sydney erstmals die Qualifikation für ein ATP-Turnier. Er schied in der ersten Hauptrunde gegen Andreas Seppi aus. Für die Australian Open 2010 bekam er eine Wildcard. Er verlor bei seinem Grand-Slam-Debüt in vier knappen Sätzen gegen Marco Chiudinelli. Im März 2010 qualifizierte sich Matosevic beim Masters-Turnier von Indian Wells fürs Hauptfeld und gewann dort gegen den Top-100-Spieler Michaël Llodra sein erstes ATP-Match. In der zweiten Runde war er gegen Jo-Wilfried Tsonga chancenlos. Im Juni 2010 stand er in Ojai zum zweiten Mal im Finale eines Challenger-Turniers, unterlag dort aber Bobby Reynolds. Einen Monat später konnte er dann schließlich in Aptos seinen ersten Challenger-Titel gewinnen, nachdem er zunächst in der ersten Runde den an Position 1 gesetzten Rajeev Ram besiegte und schließlich im Finale den an Position 3 gesetzten Donald Young. Es sollte nicht die letzte Begegnung mit Young sein: Im Laufe des Jahres 2010 trafen die beiden insgesamt viermal aufeinander, und alle vier Begegnungen konnte Matosevic für sich entscheiden. So auch im Oktober 2010 beim Challenger-Turnier in Calabasas, wo Matosevic im Halbfinale gegen Young gewann und sich anschließend im Finale gegen Ryan Sweeting durchsetzte und somit seinen zweiten Titel holte. Eine Woche zuvor hatte Matosevic im Halbfinale des Challenger-Turniers von Tiburon gegen den Top-100-Spieler Tobias Kamke zwei Matchbälle vergeben und das Match schließlich noch verloren. Zum Jahresabschluss seiner bislang besten Saison konnte Marinko Matosevic, der sich in der Weltrangliste mittlerweile bis auf Rang 138 vorgearbeitet hatte, bei den Australian-Open-Wildcard-Playoffs durch einen Sieg über Peter Luczak eine Wildcard für die Australian Open 2011 gewinnen.
Zu Beginn des Jahres 2011 bekam Marinko Matosevic eine Wildcard für das ATP-Turnier von Brisbane, er war jedoch in der ersten Runde gegen den späteren Finalisten Andy Roddick chancenlos. Auch bei den Australian Open schied Matosevic in der ersten Runde gegen Ričardas Berankis aus. Im Februar 2011 besiegte Matosevic in Delray Beach in der letzten Qualifikationsrunde den Top-100-Spieler Igor Kunizyn, verlor dann aber in der ersten Hauptrunde gegen Dudi Sela. Daraufhin erreichte er in der Weltrangliste mit Rang 131 seine bislang beste Platzierung. Im weiteren Jahresverlauf gelang Marinko Matosevic noch bei vier weiteren ATP-Turnieren die Qualifikation fürs Hauptfeld. Dabei konnte er in Atlanta durch einen erneuten Sieg über Kunizyn sowie in Washington durch eine Revanche über Berankis jeweils die zweite Runde erreichen. Ein weiterer Erfolg war die erstmalige Qualifikation für das Grand-Slam-Turnier in Wimbledon, wo Matosevic jedoch in der ersten Runde in vier Sätzen gegen den an Position 25 gesetzten Juan Ignacio Chela ausschied. Im Juli 2011 gab er gegen China sein Debüt für die australische Davis-Cup-Mannschaft, verlor jedoch sein Einzel in fünf Sätzen gegen den deutlich schlechter platzierten Wu Di. Bei den US Open, für die Matosevic eine Wildcard bekam, traf er in der ersten Runde erneut auf Chela, musste das Match jedoch bereits nach weniger als einer halben Stunde Spielzeit aufgrund einer Knöchelverletzung aufgeben. Da er auf Challenger-Ebene in diesem Jahr nicht über das Viertelfinale hinauskam, fiel Matosevic zum Jahresende trotz seiner Erfolge auf der ATP Tour aus den Top 200 der Weltrangliste hinaus.

### 2012: Erstes ATP-Finale und Einzug in die Top 100
Das Jahr 2012 begann für Marinko Matosevic mit vier Erstrundenniederlagen unter anderem in Brisbane sowie bei den Australian Open. Im Februar 2012 konnte er in Caloundra durch einen glatten Finalsieg über Greg Jones seinen dritten Challenger-Titel gewinnen. Drei Wochen später qualifizierte sich Matosevic beim ATP-Turnier in Delray Beach ohne Satzverlust für das Hauptfeld. Dort besiegte er nacheinander die Top-50-Spieler Ivo Karlović und Alex Bogomolow und erreichte somit erstmals ein ATP-Viertelfinale. Nach weiteren Siegen über Ernests Gulbis sowie Dudi Sela, gegen die er jeweils einen 0:1-Satzrückstand aufholte, stand Matosevic überraschend in seinem ersten ATP-Finale. Auch wenn er dort nach insgesamt zwölf gewonnenen Matches in Folge in zwei Sätzen gegen Kevin Anderson unterlag, war dies der bislang größte Erfolg seiner Karriere. Nachdem er Anfang Mai 2012 in München als Qualifikant ein weiteres ATP-Viertelfinale erreicht hatte, gewann Matosevic eine Woche später in Athen durch einen Sieg über Ruben Bemelmans seinen zweiten Challenger-Titel des Jahres. Dadurch zog er erstmals in seiner Karriere in die Top 100 der Weltrangliste ein. Nachdem er Anfang Juni 2012 bei den French Open in der Qualifikation gescheitert war, erreichte Matosevic beim Rasenturnier in Eastbourne als Qualifikant das Viertelfinale und besiegte dabei unter anderem den an Position 1 gesetzten Top-20-Spieler Richard Gasquet.

### Seit 2013: Karrierebestwert- und Ende
Der Australier gab im November 2018 bekannt seine Karriere beenden zu wollen, nachdem er seit Februar 2018 wegen Verletzungen nicht mehr gespielt hatte.

## Erfolge
| Legende (Anzahl der Siege)  |
| Grand Slam                  |
| ATP World Tour Finals       |
| ATP World Tour Masters 1000 |
| ATP World Tour 500          |
| ATP World Tour 250          |
| ATP Challenger Tour (5)     |

### Einzel

#### Turniersiege
| Nr. | Datum            | Turnier   | Belag     | Finalgegner     | Ergebnis      |
| --- | ---------------- | --------- | --------- | --------------- | ------------- |
| 1.  | 18. Juli 2010    | Aptos     | Hartplatz | Donald Young    | 6:4, 6:2      |
| 2.  | 24. Oktober 2010 | Calabasas | Hartplatz | Ryan Sweeting   | 2:6, 6:4, 6:3 |
| 3.  | 11. Februar 2012 | Caloundra | Hartplatz | Greg Jones      | 6:0, 6:2      |
| 4.  | 13. Mai 2012     | Athen     | Hartplatz | Ruben Bemelmans | 6:3, 6:4      |

#### Finalteilnahmen
| Nr. | Datum        | Turnier      | Belag     | Finalgegner    | Ergebnis  |
| --- | ------------ | ------------ | --------- | -------------- | --------- |
| 1.  | 4. März 2012 | Delray Beach | Hartplatz | Kevin Anderson | 4:6, 6:72 |

### Doppel

#### Turniersiege
| Nr. | Datum            | Turnier   | Belag     | Partner     | Finalgegner                 | Ergebnis |
| --- | ---------------- | --------- | --------- | ----------- | --------------------------- | -------- |
| 1.  | 1. November 2015 | Traralgon | Hartplatz | Dayne Kelly | Omar Jasika Bradley Mousley | 7:5, 6:2 |

#### Finalteilnahmen
| Nr. | Datum            | Turnier  | Belag         | Partner        | Finalgegner                | Ergebnis          |
| --- | ---------------- | -------- | ------------- | -------------- | -------------------------- | ----------------- |
| 1.  | 17. Februar 2013 | San José | Hartplatz (i) | Lleyton Hewitt | Xavier Malisse Frank Moser | 0:6, 7:65, [4:10] |